# Sonata per due pianoforti
La Sonata per due pianoforti è una composizione di Igor' Fëdorovič Stravinskij scritta fra il 1943 e il 1944; è una delle poche opere del musicista che non ha avuto una commissione.

## Storia
La Sonata per due pianoforti appartiene al periodo americano del compositore. Egli iniziò a scriverla a Hollywood nel 1943 e nacque per il semplice piacere di comporre, per "l'amore della pura arte" come egli stesso ha detto. Il lavoro fu interrotto per scrivere le Scènes de ballet, opera richiesta dal produttore Billy Rose; terminato l'incarico Stravinskij riprese la Sonata e la terminò nel 1944. L'opera fu eseguita per la prima volta il 2 agosto dello stesso anno a Madison all'Edgewood College of the Dominican Sisters con Nadia Boulanger e Richard Johnston come interpreti.

## Analisi
Come era già accaduto nel 1924 con la sua seconda Sonata per pianoforte, Stravinskij qui usa il termine nella sua accezione storica preclassica, soltanto per indicare che il pezzo è suonato e non cantato. Inizialmente Stravinskij pensò di scrivere la Sonata per un solo pianoforte ed un solo interprete, ma, col progredire del lavoro, la scrittura assumeva sempre più carattere a quattro voci; poiché l'esecuzione a quattro mani non era adatta alla struttura fortemente contrappuntistica, il musicista la rielaborò per due pianoforti. Significativo è il fatto che in un'opera scritta per se stesso Stravinskij si riavvicini alla tradizione della sua terra, utilizzando temi che richiamano la musica popolare russa non nel suo aspetto folcloristico bensì intimistico, rievocando melodie malinconiche e struggenti velate di nostalgia.
Il primo movimento, Moderato, si basa proprio su queste melodie che diventano la base dei due temi principali, uno in Fa maggiore e l'altro in Do maggiore e che danno vita ad una polifonia molto libera, costruita su di un contrappunto elaborato. Il secondo movimento è costituito da un Tema con variazioni; il tema è molto semplice, diatonico, e richiama melodie arcaiche. Le quattro variazioni passano da un motivo più leggero, contrapposto a quello del tema iniziale nella prima, all'utilizzo del ritmo puntato nella seconda, ad una Fughetta dalle sonorità allegre della terza, al ritorno di voci basse che riportano all'austerità iniziale nell'ultima. L'Allegretto finale si presenta in forma ternaria e ripropone, in maniera più evidente, temi melodici legati al ricordo della musica russa, riallacciandosi così all'evocazione nostalgica del primo movimento.